# Telesecundaria

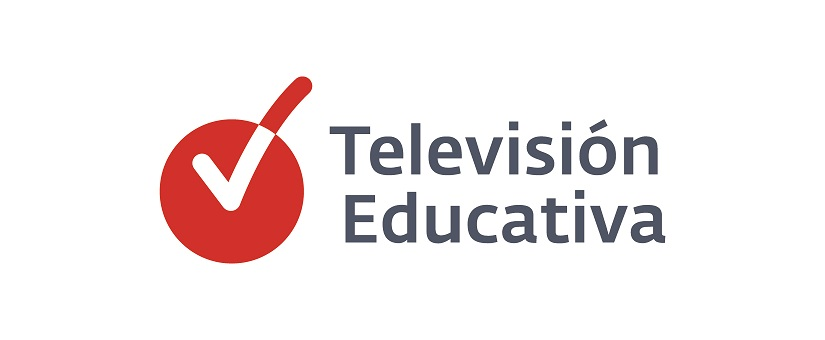

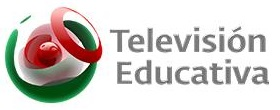
Logotipo de la Televisión Educativa.

La "Telesecundaria" es un modelo de educación mexicano; iniciado en 1965 por el ingeniero e inventor Guillermo González Camarena e instituido en 1968por Álvaro Gálvez y Fuentes,con el objetivo de impartir la educación secundaria a través de transmisiones televisivas en las Zonas Rurales o de difícil acceso de la República Mexicana y para abatir el analfabetismo imperante en la década de los sesenta.
La Telesecundaria es un servicio de Educación Básica que, aliado a otros servicios del nivel, atiende a la comunidad estudiantil de Educación Secundaria. Su misión se logra mediante un modelo pedagógico caracterizado por el uso de Libros de Texto Gratuitos y materiales complementarios impresos, audiovisuales e informáticos. Una maestra o maestro organiza y construye el proceso de enseñanza en el aula para promover acuerdos y nuevos aprendizajes. Estos aprendizajes permitirán a las y los alumnos continuar estudiando y ser promotores de una mejor forma de vida de las personas que los rodean.

## Historia
Al finalizar el sexenio del Presidente de México Adolfo López Mateos y su secretario de educación Jaime Torres Bodet en 1964, no obstante los adelantos en materia de educación que se dieron en dicha gestión y la ampliación del presupuesto educativo del 15.8% al 23%, el analfabetismo en México superaba el 30% de la población mexicana. Aunado al hecho de que la matriculación escolar era más reducida en comunidades rurales y de difícil acceso.
En 1965 Guillermo González Camarena inventor de la televisión en México y fundador de canal 5, fue nombrado consejero de la Dirección General de educación Audiovisual en la Secretaría de Educación Pública con quien puso en marcha el proyecto de la telesecundaria y otros proyectos de docencia.
En 1968 durante la presidencia de Gustavo Díaz Ordaz siendo titular de la Secretaría de Educación Pública Agustín Yáñez, se crea el sistema de educación a distancia por televisión, y las primeras clases fueron transmitidas por la estación XHGC-TV (canal 5), e iniciando con 304 "teleaulas", aplicándose primeramente el 21 de enero en el Distrito Federal y en los estados de Hidalgo, Morelos, Oaxaca, Puebla, Tlaxcala y Veracruz. 
El esquema de telesecundaria tuvo sus antecedentes en el modelo Italiano y éste retomaba tres elementos fundamentales: el telemaestro, el maestro monitor y el aula provista del material necesario. El telemaestro se encargaba de exponer la lección a través de los estudios de televisión y el maestro monitor despejaba las dudas de los alumnos una vez terminada la sesión televisada adecuando el trabajo a las capacidades de los estudiantes. 
La teleclase tenía la siguiente estructura: en los primeros diez minutos el maestro monitor hacia un repaso de lo que se había estudiado la clase anterior, posteriormente, durante 20 minutos los estudiantes visualizaban el programa televisado, al finalizar la sesión los próximos 20 minutos estaban dedicados a supervisar los ejercicios planteados para afirmar el conocimiento y los últimos 10 minutos eran de descanso. 
El solo observar los programas educativos no era suficiente para que los jóvenes afianzaran sus conocimientos, pues la secuencia de imágenes en ocasiones provocaba la fugacidad de conceptos, por lo cual, se diseñaron materiales impresos o guías de estudio para facilitar con ello el aprendizaje.
La modalidad de telesecundaria quedó inscrita en el Sistema Educativo Nacional el 21 de enero de 1968. Cabe destacar que la educación telesecundaria tiene validez oficial desde su implementación. En el Estado de Zacatecas nace el servicio el 11 de septiembre de 1980, en la comunidad de Benito Juárez, del municipio de Zacatecas, simultáneamente inaugurando otras  44 telesecundarias ubicadas en diversas localidades del estado, estando al frente de telesecundaria el Profr. Benito Juárez García y siendo el gobernador del Estado J. Guadalupe Cervantes Corona. Se considera fundador de este sistema a Álvaro Gálvez y Fuentes.
Con el paso del tiempo, y con el empleo de la tecnología, se ha consolidado por el empleo de una metodología característica que incluye tres elementos fundamentales: el docente, las clases televisadas y las guías de aprendizaje. La señal llega a los televisores en las aulas gracias a la señal vía satélite de la Red Edusat, donde se transmiten programas para cada grado en el canal 14.2.
El modelo de las Telesecundarias varios países al igual que México, aprovechan el uso de la televisión en el ámbito educativo, algunos de ellos fortalecieron su sistema, con el uso de la televisión tales como El Salvador, Guatemala,  Panamá, Costa Rica y Chile entre otros.
Actualmente su metodología se ha mejorado y se le llama Modelo Fortalecido de telesecundaria el cual se encuentra en el marco de la Reforma de Secundarias del plan y programas de estudios 2006. Se han integrado elementos como el CD de recursos para la clase de español (que contiene videos, audiotextos, textos modelo, canciones e imágenes), interactivos y la mediateca, que contiene videos para cada asignatura en un paquete de DVD. Actualmente las telesecundarias trabajan con el modelo por competencias, con el cual se pretende formar alumnos autónomos que sean capaces de desarrollar sus habilidades en el aprendizaje.
Con la implementación del Modelo Pedagógico Renovado como parte de las reformas a la educación secundaria en 2006, se pretendía que las secuencias didácticas se centraran más en el aprendizaje y en el estudiante, promoviendo una interacción en el aula y propiciando con ello la participación reflexiva de los niños y jóvenes, además de lo anterior la evaluación tiene un papel fundamental, no como un juicio con valor numérico sino como una forma de obtener información que oriente las decisiones de los docentes al interior del salón buscando mejorar su práctica y con ello el proceso de enseñanza- aprendizaje.

## Argumentos sobre la educación telesecundaria

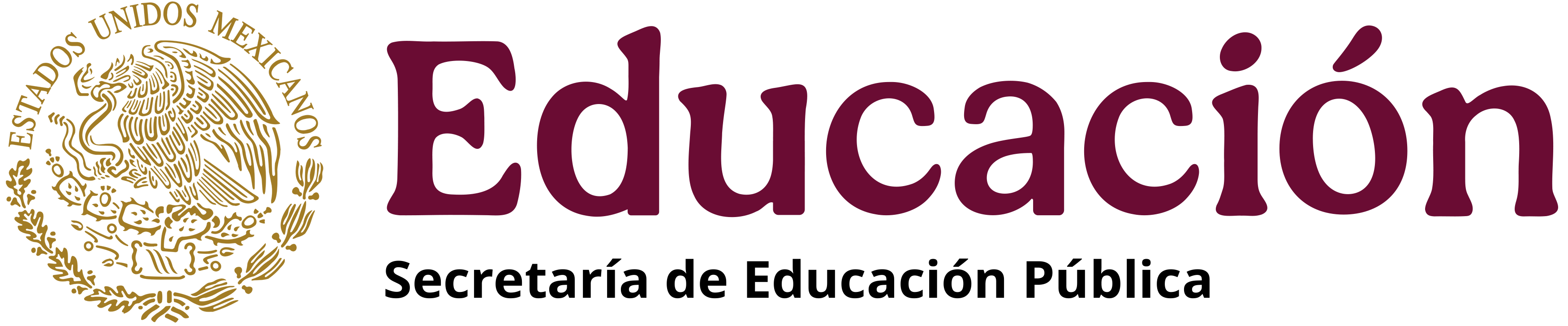
Logo Secretaria de Educación 2024

Desde el 2022, en México, el Plan y programa de estudios vigente recibe el nombre de La Nueva Escuela Mexicana. Fundamentado desde el diario oficial de la federación en el ACUERDO número 06/08/23. Este documento establece como debe ser la educación que reciban los ciudadanos mexicanos impartida por el Estado y particulares; es decir, la Educación Pública y la Privada.
Dicho programa antepone los siguientes principios:
- Fomento de la identidad con México.
- Responsabilidad ciudadana.
- Honestidad.
- Participación en la transformación social.
- Respeto a la dignidad humana.
- Promoción de la interculturalidad.
- Cultura de paz.
- Respeto por la naturaleza y cuidado del medio ambiente.
- Se promueve la conciencia ambiental y el desarrollo sostenible.[12]

En resumen, la NEM busca formar ciudadanos críticos, responsables, comprometidos con su comunidad y con el mundo, capaces de transformar la sociedad y construir un futuro más justo y sostenible.
De esta manera el modelo de Telesecundaria, se caracteriza por ser: integral, flexible, incluyente y participativo; que en apego a la NEM satisface los objetivos de su actualización, que es formar ciudadanos conscientes de problemáticas sociales y atenderlas en comunidad, con enfoque humanista y transformador. 
Integral. Porque se organiza y estructura con una visión holística para el alumno, ya que observa su situación geográfica, económica y social; así como las condiciones necesarias de infraestructura y capacitación docente que favorecen los procesos de enseñanza y aprendizaje.
Flexible. Porque presenta propuestas diversas de trabajo para todas las asignaturas incluidas en los materiales, mismas que son adecuadas por los docentes para que los estudiantes generen aprendizajes significativos con actividades que les sean atractivas y útiles para aplicar en su entorno; además de ofrecer diversas opciones y formas para trabajar las asignaturas de Artes y Tecnología durante el ciclo escolar. 
Incluyente. Porque contribuye a una apropiada inserción social del alumno al brindar igualdad de oportunidades educativas a los jóvenes del país independientemente de alguna desventaja física o lugar de residencia; estimula el logro de resultados académicos similares a los obtenidos por alumnos de escuelas secundarias generales o técnicas; y fortalece la formación y el aprendizaje mediante diferentes opciones curriculares y extracurriculares que consideran las características específicas de la comunidad en la que cada cual se desenvuelve. 
Participativo. Porque atiende y recupera las propuestas y opiniones de los actores involucrados en el Fortalecimiento de Telesecundaria, al tiempo que promueve formas variadas de participación social e interinstitucional para el cumplimiento de los propósitos educativos.

### A favor
- Permite que el alumno tenga un amplio criterio educativo.
- Contará con tres rubros para obtener un aprendizaje significativo como: Clase televisada, guías y/o libros; y la interacción con el profesor. Esto ayuda a los alumnos que sean auditivos, visuales y/o kinestésicos.[3]
- Aún estando el alumno en una zona rural, tendrá las herramientas para adentrarse en un entorno práctico y tecnológico, que le hará creas nuevas expectativas y así poder buscar diferentes campos laborales y no estancarse en lo cotidiano de su zona rural.
- Así se cumplirá el artículo tercero marcado en la constitución política de que todos los individuos tienen derecho a la educación.

### En contra
- Debido a la lejanía de las comunidades, tardan en llegar los recursos para crear una escuela telesecundaria. Por la ubicación geográfica de las escuelas telesecundarias, los trayectos que recorren los alumnos para acceder son extensos.
- Las zonas rurales, no siempre, o no todas cuentan con el servicio de energía eléctrica, lo que no permite que los televisores, computadoras, o demás medios, sean utilizados.
- La RIEB surgió ante la necesidad de mejorar la calidad educativa, sin embargo, los materiales destinados a la modalidad de telesecundaria aún se encuentran en periodo de evaluación, por lo que los recursos con los que se cuenta hoy en día en las aulas son escasos para llevar a cabo un proceso de enseñanza-aprendizaje satisfactorio.

#### Himno a Telesecundarias
HIMNO A LA TELESECUNDARIA
TELEAULAS DE TODA LA PATRIA
MENSAJERAS DE LA EDUCACIÓN
EN SUS SENOS SE PULEN LAS MENTES
CON LA CIENCIA Y LA TELEVISIÓN.
VAN FORMANDO LEGIONES ALERTAS
DE CONCIENCIAS QUE SABEN AMAR
A LA PATRIA CON MENTES CUBIERTAS
DEL HONOR QUE NOS DA LIBERTAD.
PATRIA SUAVE, EXCELSA LEYENDA
UNA HISTORIA DE GRAN DIMENSIÓN
ESCENARIO DE GRANDES CONTIENDAS
HOY BALUARTE DE LA EDUCACIÓN.
LA ENSEÑANZA A TRAVÉS DE LAS ONDAS
DEL SONIDO, IMAGEN Y LIZ
SERÁN MEDIO QUE PRONTO DEPONGAN
LA IGNORANCIA Y LA ESCLAVITUD.
NUESTRO LEMA ES LUCHAR POR LA PATRIA
NUESTRAS ARMAS LA LUZ LIBERAL
NUESTRO EMPEÑO NO TIENE BARRERAS
LA IGNORANCIA AL FIN MORIRA
HOY LA PATRIA SE ENCUENTRA DE FIESTA
NUESTROS PADRES PARECEN SOÑAR
CONTEMPLANDO LOS MEDIOS MODERNOS
DE LA CIENCIA QUE ES TODO VERDAD.
La letra del Himno a las Telesecundarias Federales fue escrita por el profesor Juan Gil Montiel. La adaptación final de la letra y la música estuvieron a cargo del profesor Ricardo Daniel Guevara Flores. 